# Народовластие (газета)
«Народовластие» — окружная общественно-политическая газета на русском языке, издающаяся в Корякском округе Камчатского края. Газета освещает общественно-политические события, происходящие в округе, а также публикует материалы по истории и культуре народов Севера. Учредителем газеты является администрация Корякского округа.
Газета выходит 2 раза в неделю - по средам и субботам. Дважды в месяц публикуются материалы на языках народов Севера (корякском и эвенском).
Газета издаётся со 2 ноября 1937 года. Первоначально называлась «Корякский большевик», в 1954 г. была переименована в «Корякский коммунист», а в начале 1990-х годов получила современное название.